# Charles (Manson) in Charge
"Charles (Manson) in Charge" es el décimo episodio de la séptima temporada de la serie de televisión de antología American Horror Story. Se emitió el 7 de noviembre de 2017, en FX. El episodio fue escrito por Ryan Murphy y Brad Falchuk, y dirigido por Bradley Buecker.

## Argumento

### 2016
Kai (Evan Peters) asiste a terapia de manejo de la ira después de abofetear a uno de los amigos de Winter (Billie Lourd) después de una discusión sobre la probabilidad de que Donald Trump llegue a presidente. Bebe Babbitt (Frances Conroy), la consejera de Kai, le dice que Trump es su político favorito y que debería considerar postularse para un cargo. Bebe afirma que el propósito de Kai es "desatar la ira femenina".

### 2017
Mientras Kai da un discurso en un mitin político, un manifestante lo rocía en la cara con mace. Esa misma noche, Kai insiste en que Winter (Billie Lourd) y Ally (Sarah Paulson) modifiquen el camión de los helados para evitar ser detectados. Winter le pregunta a Ally sobre las circunstancias de la muerte de Ivy y se pregunta si Kai tuvo algo que ver con ello.
Un senador en ejercicio desestima la campaña de Kai en la televisión y Kai resuelve orquestar una "noche de mil Tates", refiriéndose a la infame asesinato de Tate. Les dice a los milicianos que el 9 de agosto de 1969, la "familia" de Charles Manson, incluyendo a Tex Watson (Billy Eichner), Susan Atkins (Sarah Paulson), Patricia Krenwinkel (Leslie Grossman) y Linda Kasabian (Billie Lourd), mató a Sharon Tate (Rachel Roberts) y a tres de sus amigos en su casa en Beverly Hills. Atkins apuñaló a Tate, que estaba embarazada de ocho meses, varias veces y escribió la palabra "cerdo" con sangre en la puerta de la casa.
Gary (Chaz Bono) y algunos de los seguidores de Kai irrumpen en una oficina local Planned Parenthood. Una vez dentro, Gary está rodeado por Kai y sus seguidores con su atuendo de payaso y es apuñalado hasta la muerte. A la mañana siguiente, una mujer que trabaja en la oficina tropieza con el cadáver de Gary yace en la puerta principal junto a un letrero escrito en su sangre que dice "Detenga la matanza". Beverly informa sobre el asesinato mientras entrevista a Kai. Kai sugiere en la entrevista que el senador en funciones es responsable del asesinato de Gary. Cuando la cámara deja de filmar, Kai castiga la entrega monótona de Beverly.
En la Carnicería, Winter se acerca a Beverly y se disculpa por incriminarla por el asesinato de Samuels. Luego le da a Beverly un boleto de tren a Montana donde Winter dice que puede comenzar una nueva vida y escapar del culto. Beverly le dice a Winter que siempre será leal a Kai.
Kai comienza a sospechar que hay un espía en el culto. Corre al dormitorio de sus padres tratando de identificar la fuente de un zumbido perpetuo. Alucina al Dr. Vincent (Cheyenne Jackson) volviendo a la vida y dándole consejos. Luego alucina con Charles Manson (Evan Peters) apuñalando a Vincent. Manson le dice a Kai que no puede confiar en las mujeres. Ally le dice a Kai que ha encontrado un dispositivo de escucha. Suena el timbre y Kai ordena a Ally que se quede donde está. Kai abre la puerta y encuentra a Bebe parado allí. Ambos van al sótano donde Bebe le dice a Kai que no está cumpliendo con su parte del trato que hicieron hace un año. Bebe apunta a Kai con un arma y Ally le dispara en la nuca.
Esa noche, Winter afeitó la cabeza de Kai en el baño. Kai le dice a Winter que él siente como si ella se estuviera escapando y ella le dice a Kai que todos sus seguidores lo dejarán algún día excepto ella. Kai le dice a Winter que planea tenerla a su lado cuando está en la Casa Blanca y se abrazan brevemente. Kai sugiere entonces que Winter huya a Montana y saque el billete de tren que le dio a Beverly antes.
En el sótano, Kai, convencida de que Winter es el topo, le exige que confiese. Cuando ella niega ser el topo y se niega a confesar, Kai la estrangula con lágrimas en los ojos. Speedwagon corre a su coche después y destruye un alambre. Ally entra en su coche y lo saluda con satisfacción.

## Recepción
"Charles (Manson) in Charge" fue visto por 1,82 millones de personas durante su emisión original, y obtuvo una cuota de audiencia de 0,8 puntos entre los adultos de 18 a 49 años.
El episodio recibió la mayoría de las críticas positivas de los críticos. En el sitio web Rotten Tomatoes, "Charles (Manson) in Charge" tiene un índice de aprobación del 80%, basado en 15 reseñas con un índice medio de 7,08 sobre 10.
Tony Sokol de Deen of Geek, le dio al episodio un 3.5 de 5, diciendo. "La subversión de Kai y la aparente conversión de Ally son inesperadas, "American Horror Story: Cult" no nos saca de quicio esta semana. La recreación de los asesinatos se hace de manera experta, cumpliendo con la expectativa de la sangre prometida, pero el horror americano en el centro del episodio es más triste que aterrador. Este episodio me convenció de que Butte, Montana, es el lugar más aterrador del mundo".
Kat Rosenfield de Entertainment Weekly le dio al episodio una A-. Elogió especialmente las escenas con Charles Manson, calificándolas de "horrorosas incluso para los estándares de la AHS". También disfrutó de la actuación de Billie Lourd en este episodio. Sin embargo, se dio cuenta de que algunos puntos de la trama, como la muerte de Gary, sólo podían explicarse por la locura de Kai, "porque de lo contrario no tiene ningún sentido". Brian Moylan de Vulure.com le dio al episodio un 3 de 5, con una crítica mixta, comentando: "Fue mi episodio menos favorito de toda la temporada hasta ahora, pero al menos entendí de dónde venía política y temáticamente". Sin embargo, sigue disfrutando de la sátira política de la temporada, diciendo: "Esta sigue siendo una mirada desmesurada al loco que está detrás de uno de los giros más aterradores de la política estadounidense".
Matt Fowler de IGN dio al episodio un 6 de 10, con una crítica mixta. Dijo: "A una semana del final, Cult reveló que Kai nunca fue la persona que habíamos conocido, ni siquiera en flashbacks. En vez de eso, era un amargado que odiaba a las mujeres y que definitivamente "no" pretendía ser un odiador de mujeres por un giro que podría haberle dado la vuelta al programa. Con el aumento de la paranoia y el uso de drogas, Kai pasó de ser un hombre que dirigía un ambicioso y letal experimento social a.... sólo otro gordo trolero poco conocido".